# Weißbauchpipra

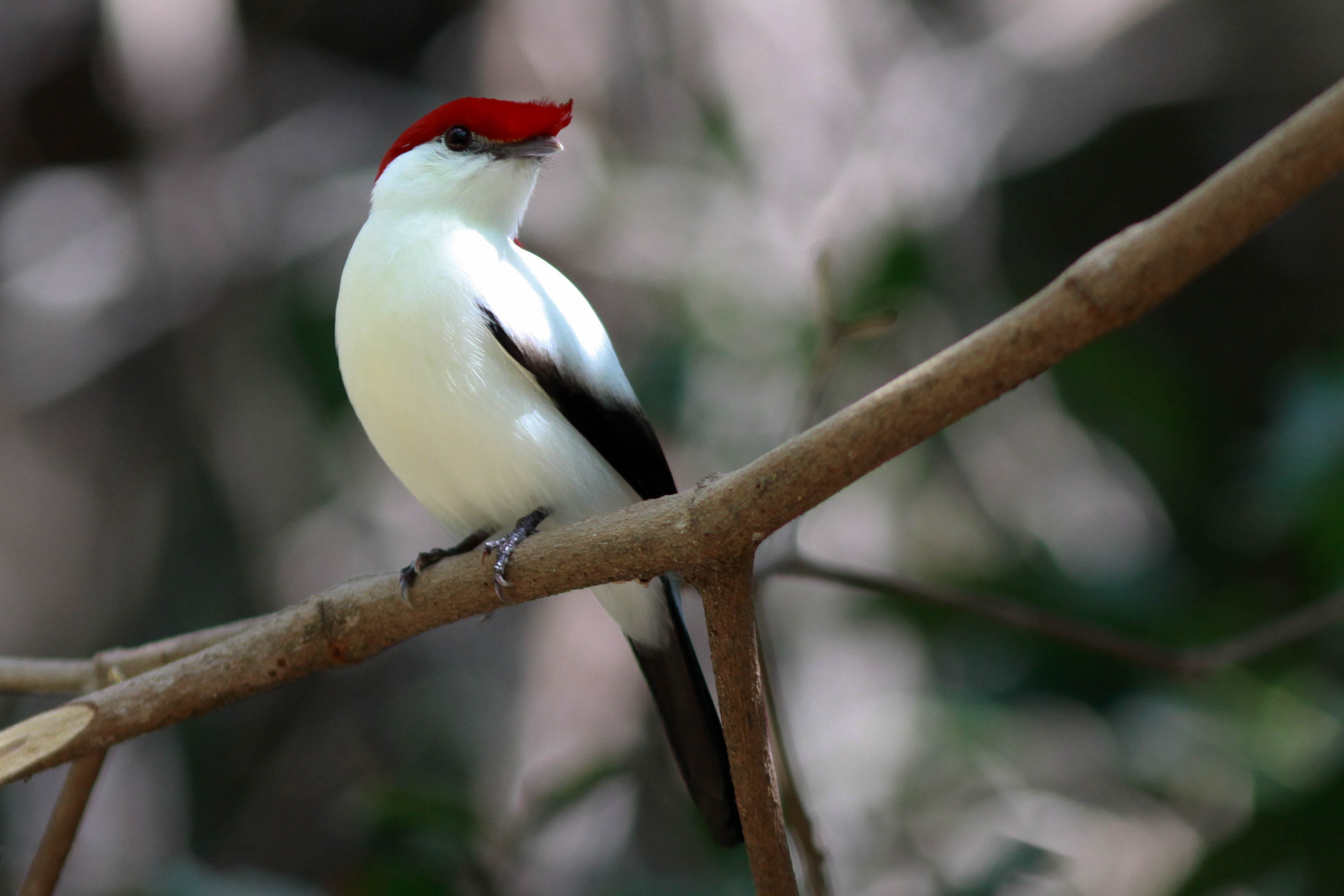
Männchen

Der Weißbauchpipra (Chiroxiphia bokermanni, Synonym: Antilophia bokermanni), auch als Araripepipra oder Araripe-Helmpipra bezeichnet, ist ein vom Aussterben bedrohter Vogel aus der Familie der Schnurrvögel (Pipridae). Er wurde 1996 entdeckt und 1998 wissenschaftlich beschrieben. Das Artepitheton ehrt den brasilianischen Zoologen Werner Bokermann.

## Beschreibung
Der Weißbauchpipra erreicht eine Länge von 14,5 Zentimeter. Männchen und Weibchen weisen in ihrer Gefiederfärbung einen starken Sexualdimorphismus auf. 
Die Männchen sind auffallend weiß, schwarz und karminrot gezeichnet. Sie haben ein weißes Körpergefieder, die Flügel sind abgesehen von den weißen Flügeldecken schwarz. Auch der Schwanz hat eine schwarze Färbung. Vom Scheitel bis zum Mittelrücken verläuft eine karminrote Federkrone mit einer vorwärts gerichteten Kapuze. Die Iris ist rot.  Die Weibchen sind überwiegend olivgrün und haben einen hellgrünen Bauch. Bei ihnen ist die Kapuze reduziert.

## Verbreitung, Lebensraum und Lebensweise
Diese Art kommt ausschließlich im Süden des Bundesstaates Ceará im Nordosten Brasiliens in einem sehr kleinen Verbreitungsgebiet in der Region des Capada do Araripe vor. Der Lebensraum sind Feuchtwälder mit hohen Bäumen und starkem Lianenbewuchs. Alle bisher gefundenen Nester waren so gebaut, dass sie über Fließgewässern hingen. Wie die meisten Arten seiner Familie ist der Weißbauchpipra ein Waldbewohner der unteren und mittleren Zonen. Er ernährt sich fast ausschließlich von kleinen Früchten. Die Brutzeit des Weißbauchpipras fällt in die Regenzeit, ansonsten ist die Fortpflanzungsbiologie nur wenig untersucht. Vermutlich sind die Weibchen wie bei anderen Schnurrvögeln für alle Nest- und Brutaufgaben verantwortlich.

## Entdeckungsgeschichte und Gefährdung
Der Weißbauchpipra wurde im Rahmen von Kartierungen und Bestandserhebungen in den Feuchtwäldern an den Abhängen des Chapada do Araripe in der brasilianischen Provinz Ceará gefunden. Galileu Coelho vernahm am 19. November 1994 während dieser Arbeiten einen Vogelruf, der ihn zwar an den des Helmpipras erinnerte, sich jedoch gleichzeitig auffallend unterschied. Der Lebensraum des Helmpipras waren außerdem die Galeriewälder der Cerrado, einer Savanne Zentralbrasiliens. Ein Jahr später hörte Coelho erneut denselben Ruf, es gelang ihm gemeinsam mit Weber Silva jedoch erst im Dezember 1996 den Vogel zu fangen und auch zu filmen. Erst 1998 jedoch wurde der Weißbauchpipra offiziell als neue Art beschrieben.
Im Jahre 2000 ging man von einer hochgerechneten Population von weniger als 50 Exemplaren aus, weil man bis dahin nur drei Männchen und ein Weibchen entdeckt hatte. 2003 waren die Schätzungen schon optimistischer und beliefen sich auf zwischen 49 und 250 Exemplare. 2006 ging man bei einer vorsichtigen Schätzung von 250 Individuen aus, die auf 43 bisher entdeckten Männchen basierte. Die Typuslokalität Nascente do Farias  lag zwar in einem Schutzgebiet, aber dieser Schutz bestand weitgehend nur auf dem Papier. Im Jahre 2000 wurde vor Ort ein Freizeitpark mit Schwimmbädern und asphaltierten Straßen errichtet. Allerdings sparten die Besitzer des Gebietes einen schmalen, intakten Waldstreifen zum Schutz des Weißbauchpipra aus. In diesem Waldstreifen gibt es Stand 2010 nach wie vor Weißbauchpipras. Die ab 2004 von British Petroleum finanzierte Bestandserfassung ergab, dass diese Art auch nahe gelegene Habitate besiedelt. Stand 2010 geht man von rund 800 Individuen dieser Art aus, die auf einem Gebiet von rund 28 Quadratkilometer vorkommen.
Im Jahre 2006 startete die brasilianische Naturschutzorganisation AQUASIS eine Medienkampagne zur Rettung des Weißbauchpipra. Im August 2008 übernahm Sir David Attenborough die BirdLife-International-Patenschaft für die Art, um ein Signal für die Verstärkung der Schutzmaßnahmen für diese Art zu geben.